# Perozes (irmão de Sapor I)
Perozes (em persa médio: 𐭯𐭩𐭫𐭥𐭰; romaniz.: Pērōz; em grego clássico: Περώζης; romaniz.: Perṓzēs) foi nobre sassânida do século III, filho do xainxá Artaxer I (r. 224–242). É particularmente conhecido por sua ativa defesa do maniqueísmo durante o reinado de seu irmão, o xainxá Sapor I (r. 240–270).

## Nome
Perozes (Περόζης / Περώζης, Perózēs / Perṓzēs) é a forma grega do persa médio Peroz (𐭯𐭩𐭫𐭥𐭰, Pērōz), "Vitorioso", que derivou do persa antigo Pariauja (*Pariaujah; de *pari, "em torno", e *aujah, "força, poder"). Foi registrado em parta como Peroze (Pērōž), em persa novo como Piruz (پیروز, Pīrūz), em árabe Firuz (فَيْرُوز, Fīrūz), em georgiano como Peroze / Peroz (em georgiano: პეროჟ / პეროზ; romaniz.: Pʼerož / Pʼeroz) e em armênio como Peroz (Պերոզ).

## Vida

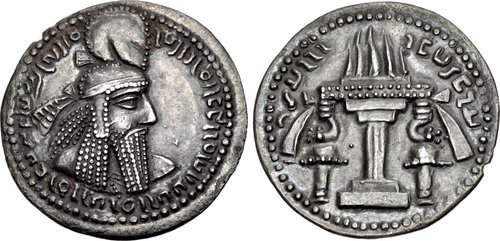
Dracma de

Perozes era filho de Artaxer I e talvez Murrode e irmão de Sapor I (r. 240–270). Perozes é citado na inscrição trilíngue Feitos do Divino Sapor na qual aparece como príncipe (wispuhr). Segundo ibne Nadim, em data incerta Perozes entra em contato com Maniqueu que convidou-o a aceitar seus ensinamentos e Perozes apresentou-o a seu irmão Sapor. 73 das missivas maniqueístas foram dirigidas a Perozes, que torna-se defensor e seguidor de Maniqueu. No pequeno fragmento maniqueísta-parta M 134310 é feita alusão a certo xá Perozes, cuja relação com o príncipe é possível, mas impossível de provar. Uma possibilidade é presumir que Perozes foi feito rei após a conclusão da inscrição de Sapor ca. 262/63.